# Henri Dutilleux
Henri Dutilleux (Angers, França, 22 de febrer de 1916 - París, França, 22 de maig de 2013) va ser un compositor francès.
Format al Conservatori de París, va ser professor de composició a l'Escola Nacional de Música (1961) i al Conservatori de París (1970), fou un dels clàssics de la modernitat a França. Va ser un dels pocs compositors francesos que no va pertànyer a cap dels grups i escoles. Va preferir la tradició a la revolució, i detestava tota classe de publicitat. Els seus models immediats eren Gabriel Fauré i Maurice Ravel, practicava un sistema tonal notablement ampliat i es distingeix per una certa brillantor de procediment dintre de la que, això no obstant, ni fa concessions a la facilitat ni resulta sobrecarregat.

## Els anys després de la guerra
En 1945, acabada la guerra, fou nomenat director del Service des illustrations musicales de l'ORTF, un lloc que desenvolupà fins al 1963 (el servei fou suprimit durant un viatge seu als Estats Units) i que li va permetre entrar en contacte amb músics de totes les tendències i que contribuí a enriquir la seva pròpia experiència compositiva.
L'any següent, en 1946, es casà amb la pianista Geneviève Joy, que ja coneixia des del 1941, en haver estat company seu al Conservatori. Ella assistia a les classes d'Yves Nat, i era molt apreciada en el Conservatori per la seva facilitat per a tocar a primera vista i per ser capaç d'interpretar quasi directament en el piano partitures orquestrals, i per això moltes vegades era sol·licitada per interpretar algunes obres en els concursos de composició, com a auxiliar dels jurats. Geneviève Joy seguí la seva pròpia carrera, i van ser molt aviat professora d'acompanyament de piano en el Conservatori de París i viatjant molt com a concertista, al principi molt més que Dutilleux, i això ajudà a Henri a conèixer molta música nova, que ella interpretava habitualment en els seus concerts en la dècada de 1950 i 1960. Ella fou membre del «Trio de França» —amb Jeanne Gautier i André Lévy— i realitzà moltes gires amb la violinista Michèle Auclair, però, sobretot, formà un duo de piano molt apreciat amb Jacqueline Robin. Per a elles escriviren peces, en el seu 25è aniversari, Darius Milhaud, André Jolivet, Marcel Mihalovici i Georges Auric, i, en altres ocasions, també Daniel Lesur, Pierre Petit, Maurice Ohana, Marius Constant o el mateix Dutilleux.
Dutilleux, després del seu matrimoni, compongué totes les obres per a piano per a la seva dona. La primera d'elles fou la Sonate pour piano (1946-48), una obra on s'esgoten les possibilitats tímbriques del piano i en la que, per primera vegada, Dutilleux mostra la seva habilitat per la variació, una tècnica que convertirà posteriorment en la base dels seus procediments compositius. La sonata conté també una de les primeres mostres del seu gust per les atmosferes oníriques. Aquesta obra és la que Dutilleux considera la primera obra digna, havent refusat totes les seves composicions anteriors. Aquest disgust s'estén àdhuc a la Sonatina per a flauta' una de les peces més interpretades i apreciades pels solistes de flauta.
En 1951 l'estrena de la seva Primera Simfonia (1949-50) es va emetre per la ràdio, interpretada per l'Orquestra Nacional de França, sota la direcció de Roger Désormière (l'obra s'enregistrà posteriorment en 1955 amb Pierre Dervaux i l'Orchestre de l'Opéra, i fou elegida per «The Composer's Tribune» com obra de l'any, junt amb el Coro di Morti de Petrassi. Es tracta de la seva primera gran obra orquestral, construïda sobre formes clàssiques, malgrat que conté ja el seu segell personal. Així, llur primer moviment, Passacaille està basat sobre un motiu rítmic enunciat en el timbal i variat 35 vegades; els desenvolupaments lògics, però lliures, el domini de la instrumentació, l'equilibri dinàmic de temes i contratemes, de les innovacions i les repeticions, les variacions i transformacions, converteixen aquesta simfonia en una de les obres orquestrals més brillants del segle xx. L'obra fou dirigida per Jean Martinon, per Hans Rosbaud i per Ernest Ansermet. Dutilleux recorda que a l'estrena assistí Pierre Boulez i que no volgué saludar-lo, el que no li estranyà per la música tan diferent que el mateix Boulez componia en aquesta època, i que només començà a interessar-se por la seva música a partir de Métaboles. Fou titllar de neoromàntic per compondre en aquesta època una nova simfonia. El tercer moviment d'aquesta simfonia fou adaptat com música de la pel·lícula de Maurice Pialat Sous le soleil de Satan, que guanyà la Palma d'Or a Canes de 1987. En aquests anys compon la música d'algunes pel·lícules, que ell creu li serví per aprendre a compondre molt de pressa.
La seva obra següent fou un encàrrec de Roland Petit per al Ballet de París, el ballet Le Loup (1953), escrit amb un llibret de Jean Anouilh Georges Neveux per a una formació orquestral reduïda al mínim. S'estrenà en el Teatre L'Empire el 17 de març de 1953, amb coreografia del mateix Petit, decorats i vestuari de Jean Carzou, fou un gran èxit. Ambientada en l'època medieval, és una recreació del mite de la bella i la bèstia i conta una història màgica, en què un mag passa un drap pel rostre d'una jove gitana, que adquireix l'aspecte d'un llop. Quan la jove torna al seu aspecte humà, el mag converteix llavors un llop, amb l'aspecte del seu promès. La núvia comença a enamorar-se del llop com llop i torna amb ell al bosc, on ambdós seran caçats.
En 1955, rebé l'encàrrec de la Fundació Koussevitzky de compondre una obra per a la celebració del 75è aniversari de l'Orquestra Simfònica de Boston, un encàrrec que reberen més compositors, com els francesos Milhaud i Ibert. L'obra composta entre 1957 i 1959 fou la Segona Simfonia que fou estrenada per la formació estatunidenca sota la direcció de Charles Munch. El sobrenom que rep aquesta obra, Le double, fa referència a la seva organització a la manera d'un concerto grosso, on un petit conjunt d'instruments (oboè, clarinet, fagot, trompeta, trombó, timbales, un quartet de corda, clavecí i celesta) s'oposen, es juxtaposen, es fonen i s'alternen amb la gran orquestra. El desenvolupament es confia novament a la variació i, així, l'obra fon una factura tradicional amb una gran modernitat allunyada de l'academicisme.
A partir d'aquesta obra renuncia a donar noms tradicionals a llurs composicions —concert, sonata, simfonia— donant-los títols evocadors:
| « | és bo a vegades orientar a l'auditori sobre el món que desitgem crear. («il est bon parfois d'orienter l'auditeur vers le monde que vous cherchez à créer»). | » |

 Aquest extrem el portarà encara més endavant després de Métaboles, donant noms inclusiu a cadascun dels moviments de cada obra.

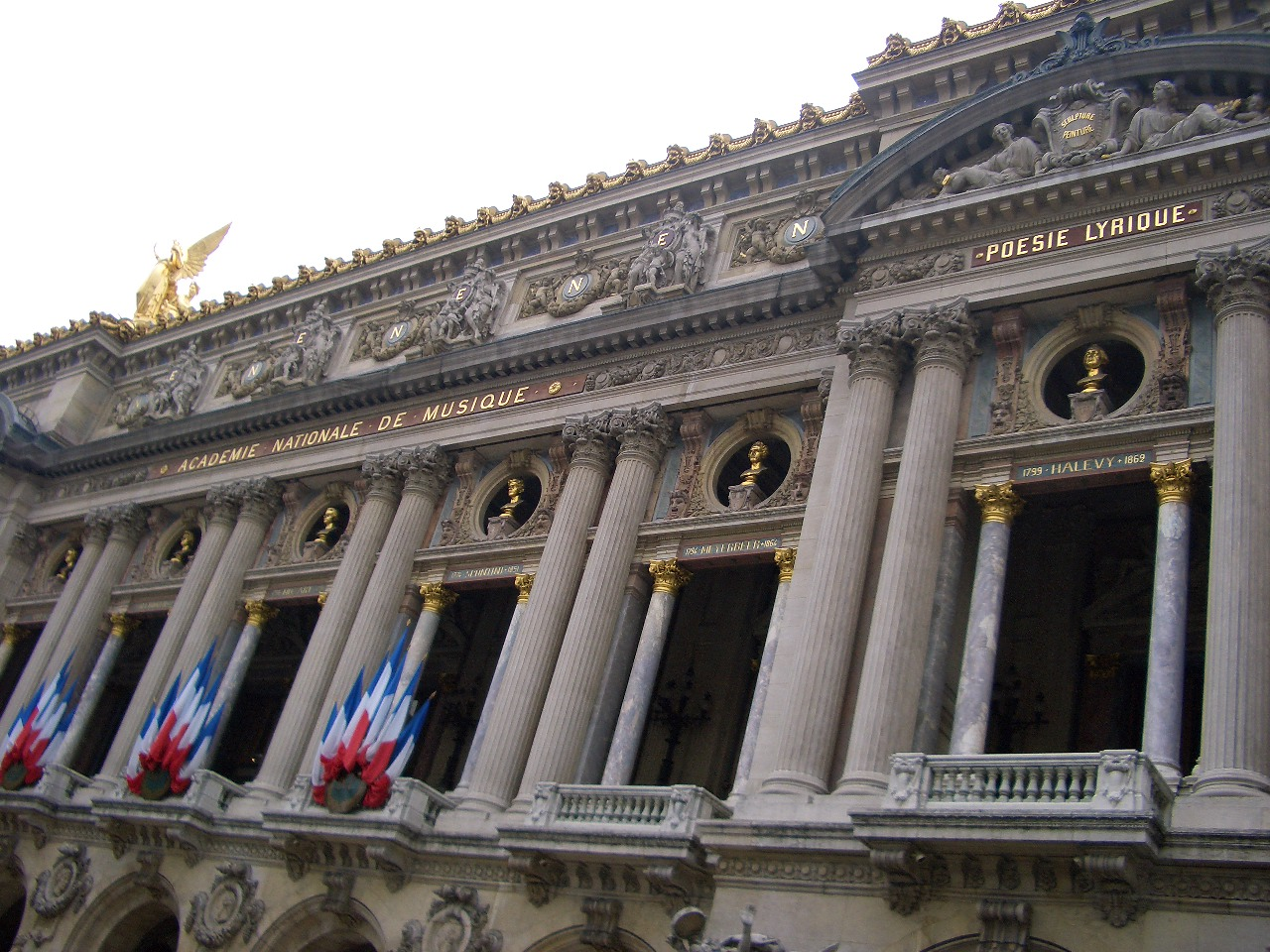
Acadèmia de la Música de París on Duitilleux ha treballat

En 1961 Alfred Cortot el crida per impartir la classe de composició en l'École Normale de Musique de Paris, el que va fer fins a 1970. Un nou encàrrec, aquesta vegada de George Szell per a celebrar el 40º aniversari de l'Orquestra de Cleveland, fou l'origen de l'obra Métaboles, composta entre 1962 i 1964 i que fou estrenada amb gran èxit el maig de 1965. El títol de l'obra fa referència a un concepte retòric: el canvi en l'estil d'un discurs o en l'elecció d'una paraula. Així, els seus cinc temps, executats sense interrupció, es refereixen als estils canviants del discurs, musicalment transformant: Encantador, Lineal, Obsessiu, Barroe i Ardent o Inflamat (Flamboyant). L'autor descriu l'obra com 
| « | une sorte de concerto en cinq mouvements (on connaît sa prédilection pour les chiffres impairs) dont chacun privilégie une famille d'instruments en les réunissant tous pour le finale. | » |

L'any 1967 rebé el Gran Prix National de la Musique pel conjunt de llurs composicions, quan no arribaven ni a vint les obres que tenia en catàleg.

## Els anys 1970
En 1970, Dutilleux fou nomenat professor associat del Conservatori de París, lloc que exercí només un any, fins a 1971. Aquest mateix any, el Festival d'Ais de Provença de 1970 acollí l'estrena de llur primer concert pròpiament dit: Tout un Monde Lontain, per violoncel i orquestra, que Mstislav Rostropóvitx, el seu adjudicatari, hagué de repetir, a petició del públic, i ja que una ràfega del mestral impedí escoltar bé les parts orquestrals.
En 1973 fou nomenat membre associat de l'Académie Royale de Belgique. Malgrat que l'obra cambrística de Dutilleux era relativament escassa, un nou encàrrec de la Fundació Koussevitzki per al Quartet Juilliard, li permeté compondre un quartet de corda 'insi la Nuit (1974-76). L'estrena mundial, el 6 de gener de 1977 en París, correspongué al Quartet Parrenin (també rebut amb peticions de bis), corresponent-li al Juilliard l'estrena estatunidenca el 13 d'abril de 1978 en la sala de la Biblioteca del Congrés dels Estats Units.

Henri Dutilleux, gran amant de la pintura, s'inspirà en el quadre La Nuit étoilée de Vincent van Gogh per l'obra Timbre, espace, mouvement (1976-78), en la que els registres extrems de l'orquestra serveixen per descriure la relació entre terra i cel i la recerca de certitud espiritual que la pintura sembla reflectir. En 1990, declarà a «Telerama»: 
| « | He intentat fer cantar l'orquestra com els pintors fan sorgir els colors" («j'ai essayé de faire chanter l'orchestre comme le peintre fait jaillir ses couleurs. | » |

Se succeeixen nous encàrrecs. El seu concert per a violí L'arbre des Songes és estrenat per Isaac Stern i Lorin Maazel en el Théâtre des Champs-Elysées, en 1985. The Shadows of Time, estrenada per Seiji Ozawa amb l'Orquestra Simfònica de Bòston el 1997, rebé l'any següent un dels Royal Philharmonic Society Awards. Aquesta obra en cinc moviments es refereix implícitament a l'arrest de nens d'Ysieux el 1944 i al bombardeig d'Hiroshima. «Mémoires des ombres», un dels episodis, és un homenatge molt particular a Ana Frank. Si Dutilleux es defensa de compondre música il·lustrativa, confia no obstant tenir necessitat d'un estímul per crear. Així llur inspiració pot nàixer d'un text, d'una obra d'art o d'esdeveniments sovint tràgics. Dutilleux es defineix a si mateix com un temperament confiat i optimista, però la seva música revela llargament els seus dubtes sobre la capacitat de l'home de millorar.
Des de 1998 la Vil·la de Clamart (París) li'n rendeix homenatge donant-li el seu nom al conservatori de música: Conservatoire de Musique, Danse et Art Dramatique Henri Dutilleux. En 1998 es realitza un documental sobre la seva vida, per la cadena Muzzik, a càrrec de François Roussillon i Jean-Luc Daniel.

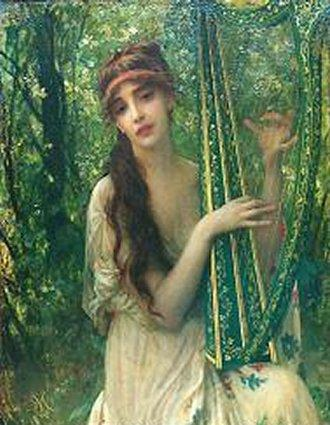
Quadre significatiu de la Música a la qual ha dedicat la vida Dutilleux.

En 2003 compongué Correspondances, un encàrrec de l'Orquestra Filharmònica de Berlín per veu (soprano o contralt) i gran orquestra. En el prefaci de la partitura, editada per Schott, Dutilleux precisa que els diferents moments sobre els quals s'articula l'obra són en realitat més episodis epistolars que pròpiament poemes. Els dos centres neuràlgics són, d'una part, els principals passatges d'una carta, escrita el 1984, de l'escriptor Aleksandr Soljenitsin a Mstislav Rostropóvitx i a la seva esposa Galina Vishnévskaya; i, per altra, els extractes de la correspondencia de Vincent van Gogh i el seu germà Théo. La Danse cosmique de l'autor indi Prithwindra Mukherjee, aquesta si un poema, es presenta com una sort de petició a Shiva. Gong i Gong 2 són extractes de poemes de Rainer Maria Rilke, extrets de Chant éloigné.
A més, Dutilleux ha estat invitat a impartir cursos i conferències a l'estranger, principalment en el Líban (1966), en el Royal College of Music de Londres (1981), Universitats de Tòquio, de Kyoto i de Seül (1982), en el Conservatori de Ginebra (1984), en el Festival d'Aldeburgh (1985), en el Peabody Institute de Baltimore (1986), en l'Acadèmia Sibelius de Hèlsinki (1987), en la Juilliard School de Nova York (1987), en el Tanglewood Music Center (1995 i 1998) com a compositor resident.

## Estil
La música d’Henri Dutilleux sovint s’ha situat en un punt intermedi entre l’impressionisme de Debussy i l’avantguarda de Boulez, tot i que el seu llenguatge sonor mostra una personalitat pròpia difícil d’encasellar. De naturalesa perfeccionista, va deixar un catàleg d’obres sorprenentment reduït si tenim en compte la seva llarga trajectòria creativa. Solia revisar les seves composicions durant anys, i en alguns casos en rebutjava fragments sencers perquè considerava que no reflectien amb prou claredat la seva estètica madura.

## Distincions
Llur activitat docent i com a conferenciant ha estat incessant fins a la seva mort. La llista de distincions que va obtindre és prolongada i selecta:
- 1981 - Membre honorífic de l'Acadèmia Americana de les Arts i les Lletres de Nova York.
- 1983 - Gran Premi Internacional del Disc a Montreux.
- 1987 - Prix International Maurice Ravel.
- 1987 - Premi del Consell Internacional de Música.
- 1993 - Membre honorari de l'Academia Nazionale Santa Cecilia.
- 1994 - Praemium Imperiale de Japón.
- 1996 - Membre de la Royal Academy of Music de Londres.
- 1998 - Meembre de la Bayerishe Akademie der Schönen Künste de Múnic.
- 1999 - Gran Premi Internacional de la Crítica Musical.
- 2004 - Grand-croix de la Légion d'honneur.
- 2005 - Premi Ernst von Siemens, considerat per alguns el «Nobel de la Música»

## Catàleg d'obres
| Any          | Obra | Tipus de obra               | Durada |
| ------------ | --- | --------------------------- | ------ |
| 1929         | La fleur, pour voix et piano (inèdita) (*) | Música vocal (piano)        |        |
| 1936         | Gisèle. Cantata pel premi de Roma, escena lírica en 1 acte (*) | Música vocal (piano)        |        |
| 1938         | L'Anneau du Roi, Cantata pel premi de Roma, escena lírica en 1 acte (*) | Música vocal (piano)        |        |
| 1941-43      | Quatre Mélodies per a solista i piano. (*) [(Féerie au Clair de lune; Pour une amie perdue; Regards sur l'infini; Funerailles de Fantasio)] (hi ha versió orquestral)                                                                                   | Música vocal (piano)        | 11:30  |
| 1929         | Chanson au bord de la mer, pour voix et piano (inèdita) (*) | Música vocal (piano)        |        |
| 1941-42      | Orquestación de Albert Roussel: Des fleurs font une broderie op. 35. 1 | Arranjaments                |        |
| 1942         | Danse Fantastique, per a orquestra. (*) | Música orquestral           |        |
| 1942         | Sarabande et Cortège per a fagot i piano. (*) | Música de cambra            | 07:00  |
| 1943         | Sonatina per a flauta i piano. (*) | Música de cambra            | 09:00  |
| 1944         | La Geôle, per a solista i orquestra. (*) (text de Jean Cassou) | Música vocal (orquestra)    | 03:30  |
| 1944         | Arranjament de Claude Debussy: Clair de lune, pour deux pianos | Arranjaments                |        |
| 1945         | Chanson de la déportée, pour mezzo-soprano et piano (inèdita) (*) | Música vocal (piano)        |        |
| 1946         | Au Gré des Ondes, per a piano. (*) | Música solista (piano)      | 13:00  |
| 1947         | Orquestració de Jehan Alain : Prière pour nous autres charnels | Arranjaments                |        |
| 1947         | Sonata para oboe y piano. (*) | Música de cambra            | 12:00  |
| 1948         | Sonata per a piano. | Música solista (piano)      | 22:00  |
| 1950         | Blackbird , pera piano | Música solista (piano)      |        |
| 1950         | Choral, Cadence et Fugato per a trombó i piano. | Música de cambra            | 05:00  |
| 1950         | Chansons de bord. Choeur d'enfants à trois voix. | Música coral                | -      |
| 1950-51      | Simfonia núm. 1. | Música orquestral           | 31:00  |
| 1953         | Le Loup [El llop] (Ballet). [La baraque foraine: Les mystifications; La chambre nuptiale: La belle et la bête; La forêt d'hiver: Danse d'amour-Danse de mort)]                                                                                          | Ballet                      |        |
| 1954         | Deux Sonnets de Jean Cassou [Dos sonets de Jean Cassou], per a baríton i piano. [I. Il n-y avait que des troncs déchirés - II. J-ai rêvé que je vous portais dans mes bras]                                                                             | Música vocal (piano)        |        |
| 1956         | Sérénade de la composition collective (Françaix, Henri Sauguet, Milhaud, Rivier, Lesur, Poulenc y Auric). Variations sur le nom de Marguerite Long |                             |        |
| 1955-59      | Simfonia núm. 2, Le Double. | Música orquestral           | 30:00  |
| 1961         | Tous les Chemins...mènent à Rome [Tots els camins], per a piano. | Música solista (piano)      | 01:00  |
| 1963         | Bergerie, per a piano. | Música solista (piano)      | 01:00  |
| 1963         | San Francisco Night, per a soprano i piano. | Música vocal (piano)        |        |
| 1959-64      | Métaboles, per a orquestra. | Música orquestral           | 16:00  |
| 1964-65      | Résonances, per a piano. | Música solista (piano)      | 01:00  |
| 1967         | Hommage à Nadia Boulanger, pour soprano, trois altos, clarinette, percussion et cithare (Fac simile de manuscrit (hommage privé).) | Música vocal (instrumental) |        |
| 1967-70      | Concert per a violoncel, Tout un Monde Lointain. | Música orquestral           | 27:00  |
| 1970         | Figures de Résonances [Figures de ressonància] per a piano. | Música solista (piano)      | 09:00  |
| 1973, 77, 88 | Trois Préludes per a piano. [D'ombre et de silence; Sur un même accord; Le jeu des contraires)] | Música solista (piano)      | 12:00  |
| 1973-76      | Quartet de corda Ainsi la Nuit'. | Música de cambra            | 18:00  |
| 1976         | Quatre figures de résonances pour deux pianos | Música solista (piano, 2)   |        |
| 1976-82      | Trois Strophes sur le Nom de Sacher, per a solo de violoncel. | Música solista (cello)      | 09:00  |
| 1976-78      | Timbre, Espace, Mouvement ou la Nuit Etoilée. [Timbre, espai, moviment o la nit estel·lada]. (rev. 1990) | Música orquestral           |        |
| 1981         | Summer's End (ballet sur la 2° Symphonie) | Ballet                      |        |
| 1985         | Petit air à dormir debout, per a piano | Música solista (piano)      |        |
| 1979-85      | Concert per a violí, L'Arbre des Songes'. | Música orquestral           | 25:00  |
| 1985-89      | Mystère de l'Instant [Misteri de l'instant], per a orquestra (dues versions: pour 24 cordes, cymbalum et percussions; pour grand orchestre à cordes, cymbalum et percussions)                                                                           | Música orquestral           | 15:00  |
| 1985-90      | Les Citations, per a oboè, clave, contrabaix i percussió. | Música de cambra            | 15:00  |
| 1985         | Mini-prélude en éventail, per a piano. (Demandé par le magazine «Le Monde de la Musique», Inèdit) | Música solista (piano)      |        |
| 1991         | Essai de polyphonie ”pointilliste” pour une musique à naître (peut-être? peut-être pas!) (inédito) |                             |        |
| 1995-97      | The Shadows of Time [Les ombres del temps], Cinc episodis per a orquestra i veus de tres nens [1. The hours - 2. The evil ariel - 3. Memory of the shades - 4. Waves of light - 5. Dominant Blue?.]                                                     | Música vocal (orquestra)    | 22:00  |
| 1997         | Slava's fanfare, para vents et percussions | Música orquestal            |        |
| 2001-02      | Sur le Même Accord, Nocturn per a violí i orquestra. (dedicada à Anne-Sophie Mutter) | Música orquestral           | 10:00  |
| 2001-03      | Correspondances, per a soprano i orquestra. (Textes de von Prithwindra Mukherjee, Alexandre Soljénitsyne, Rainer Maria Rilke y Vincent Van Gogh) [I Danse cosmique; Interlude - II. À Slava et Galina - III. Gong - IV. Gong 2 - V. De Vincent à Théo.] | Música vocal (orquestra)    | 22:00  |
| 1945-46      | Música per a la pel·lícula La Fille du diable, pour Ondes martenot i orquestra (Decoin) | Música de pel·lícula        |        |
| 1953         | Música per a la pel·lícula L'amour d'une femme(Grémillon). | Música de pel·lícula        |        |
| 1946         | Música per a la pel·lícula Le café du Cadran . | Música de pel·lícula        |        |
| 1946         | Música per a la pel·lícula Six heures à perdre . | Música de pel·lícula        |        |
| 1948         | Música per a la pel·lícula Le crime des justes (dirigida per Jean Gehret, sobre la novel·la d'André Chamson) | Música de pel·lícula        |        |
| 1943         | Música per a l'obra radiofònica Le général Dourakine (musique de scène radiophonique) (avant 1943) | Música d'escena             |        |
| 1943         | Música per a l'obra radiofònica Numance (anterior a 1943) | Música d'escena             |        |
| 1943         | Música per a l'obra radiofònica La petite lumière et l'ourse (anterior a 1943) (inèdita) | Música d'escena             |        |
| 1943         | Música per a l'obra radiofònica Le roman de Renard (anterior a 1943) (inèdita) | Música d'escena             |        |
| 1944-45      | Trois tableaux symphoniques d'après Les hauts de Hurlevent [Dans la lande; La marche du destin; Epilogue: La mort de Cathy) musique de scène pour le Théâtre Hebertot Paris. Inédit                                                                     | Música d'escena             |        |
| 1946         | Música per a l'obra escènica La Princesse d'Elide | Música d'escena             |        |
| 1948         | Música per a l'obra escènica Monsieur de Pourceaugnac | Música d'escena             |        |

(*) Dutilleux ha repudiat la majoria d'aquestes obres escrites abans de la seva Sonata per a piano (1948).